# Зробок Михайло Павлович
Зробок Михайло Павлович (Псевдо: «Муха», «Стріла»; 1911, прис. Гаранівка с. Ляшків (тепер Березівка), Радехівський район, Львівська область — 3 грудня 1949, між селами Підмонастирок і Грицеволя, Радехівський район, Львівська область) — лицар Бронзового хреста бойової заслуги УПА.

## Життєпис
Освіта — 5 класів гімназії та ліснича школа. За фахом — службовець. Одружений. Працював секретарем нотаріуса у Лопатині.
Член ОУН із 1938 р., звеневий. У 1939—1941 рр. перебуває у підпіллі. Господарчий Лопатинського районного проводу ОУН (1939—1946). У 1946 р. тяжко захворів на ноги і впродовж року лікувався. Навесні 1947 р. відновив організаційну роботу.
Керівник Лопатинського районного проводу ОУН (весна 1947 — 3.12.1949). Вістун УПА.

## Нагороди
- Згідно з Наказом військового штабу воєнної округи 2 «Буг» ч. 2/49 від 30.11.1949 р. вістун УПА, керівник Лопатинського районного проводу ОУН Михайло Зробок — «Муха» нагороджений Бронзовим хрестом бойової заслуги УПА.